# اسمارت‌لینکس ایرلاینز استونی
اسمارت‌لینکس ایرلاینز استونی (به انگلیسی: Smartlynx Airlines Estonia) یک شرکت هواپیمایی است که در تاریخ ۲۰۱۲ میلادی تأسیس شده و در تاریخ ۲۰۱۲ فعالیتش را آغاز کرده است. دفتر مرکزی اسمارت‌لینکس ایرلاینز استونی در تالین، استونی واقع شده است و قطب این شرکت هواپیمایی در فرودگاه لنارت مری تالین قرار دارد.